# Shivwits Plateau
Shivwits Plateau je náhorní plošina v Mohave County, na severozápadě Arizony. Je jednou z náhorních plošin, která spoluvytváří Velký kaňon. Leží v západní části Velkého kaňonu, na pravém břehu řeky Colorado, severně od hranice národního parku. Nadmořská výška plošiny se pohybuje okolo 1 900 metrů, nejvyšší bod má 2 156 metrů. Shivwits Plateau leží v jihozápadní části Koloradské plošiny.